# Proscorpiidae
Famille
Les Proscorpiidae sont une famille fossile de scorpions.

## Répartition
Les espèces de cette famille ont été découvertes aux États-Unis, au Royaume-Uni et en Allemagne. Elles datent du Silurien, Dévonien et Carbonifère.

## Liste des genres
Selon World Spider Catalog 20.5 :
- † Archaeoctonus Pocock, 1911
- † Hydroscorpius Kjellesvig-Waering, 1986
- † Labriscorpio Leary, 1980
- † Proscorpius Whitfield, 1885
- † Pseudoarchaeoctonus Kjellesvig-Waering, 1986
- † Waeringoscorpio Størmer, 1970

## Publication originale
- (de) Scudder, « 3. Classe. Arachnoidea. Spinnen. Skorpione », Handbuch der Palaeontologie. I. Abtheilung. Palaeozoologie 2., 1885, p. 732–746 (lire en ligne).